# Estela de Nora

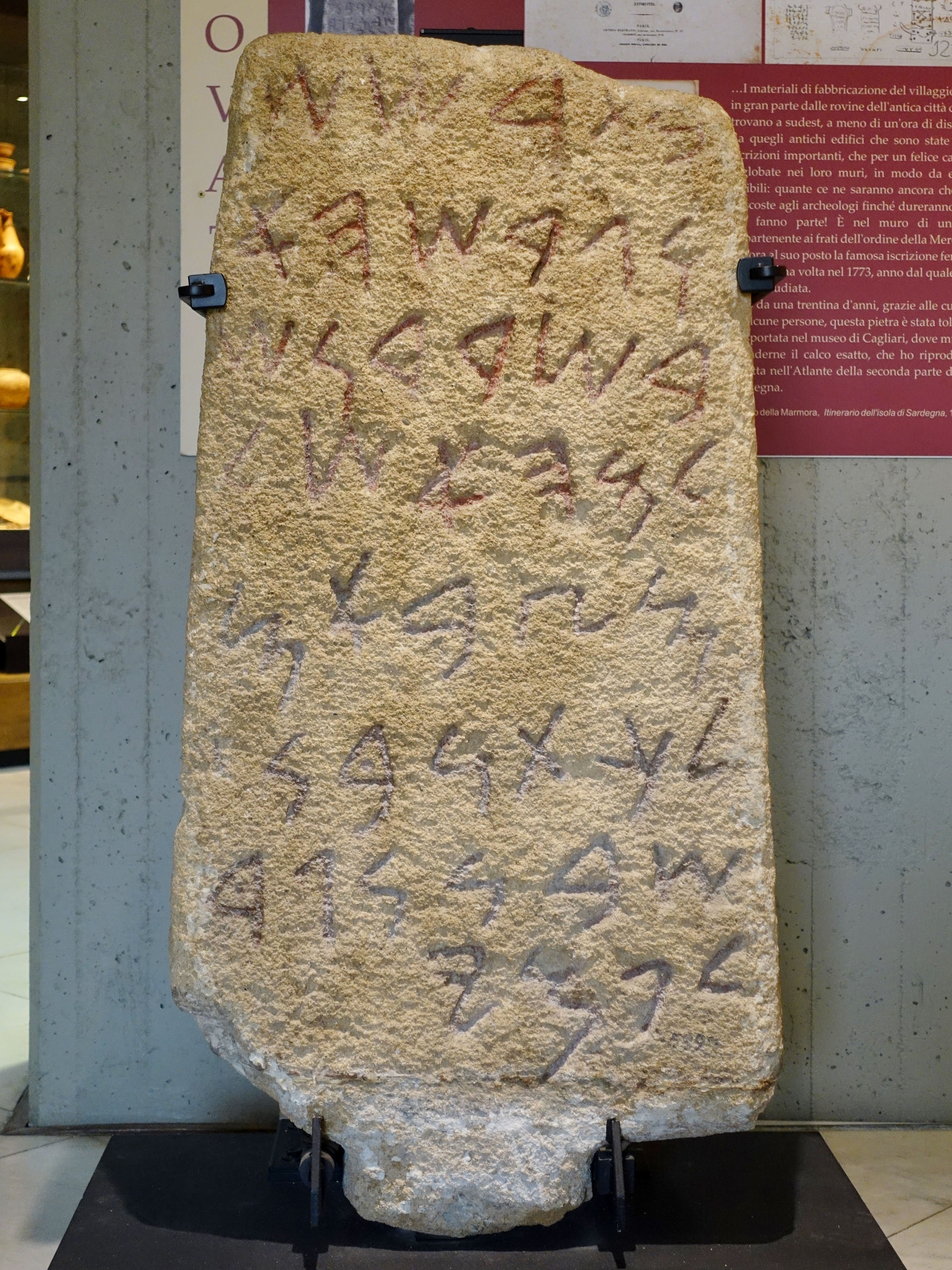
La estela de Nora en el Museo Arqueológico Nacional de Cagliari (Cerdeña).

La estela de Nora tiene una inscripción fenicia y está datada entre los siglos IX a. C. y VI a. C. Fue encontrada en 1773 cerca de la antigua Nora, en la localidad de Pula, Cerdeña. Desde 1830 se encuentra en el Museo Arqueológico Nacional de Cagliari.

## Inscripción
La lectura del orientalista estadounidense Frank Cross figura a continuación junto a dos traducciones.
| Línea | Transcripción | Traducción (Peckham)             | Traducción (Cross)           |
| a.    |               |                                  | Peleó (?)                    |
| b.    |               |                                  | con los sardos (?)           |
| 1     | btršš         | de Tarshish                      | en Tarshish                  |
| 2     | wgrš hʾ       | fue llevado;                     | y los expulsó.               |
| 3     | bšrdn š       | en Cerdeña                       | Entre los sardos             |
| 4     | lm hʾ šl      | encontró refugio,                | está [ahora] en paz,         |
| 5     | m ṣbʾ m       | sus fuerzas encontraron refugio: | (y) su ejército está en paz: |
| 6     | lktn bn       | Milkuton, hijo de                | Milkaton hijo de             |
| 7     | šbn ngd       | Shubon, el comandante.           | Shubna, general              |
| 8     | lpmy          | a Pummay.                        | de (el rey) Pummay.          |

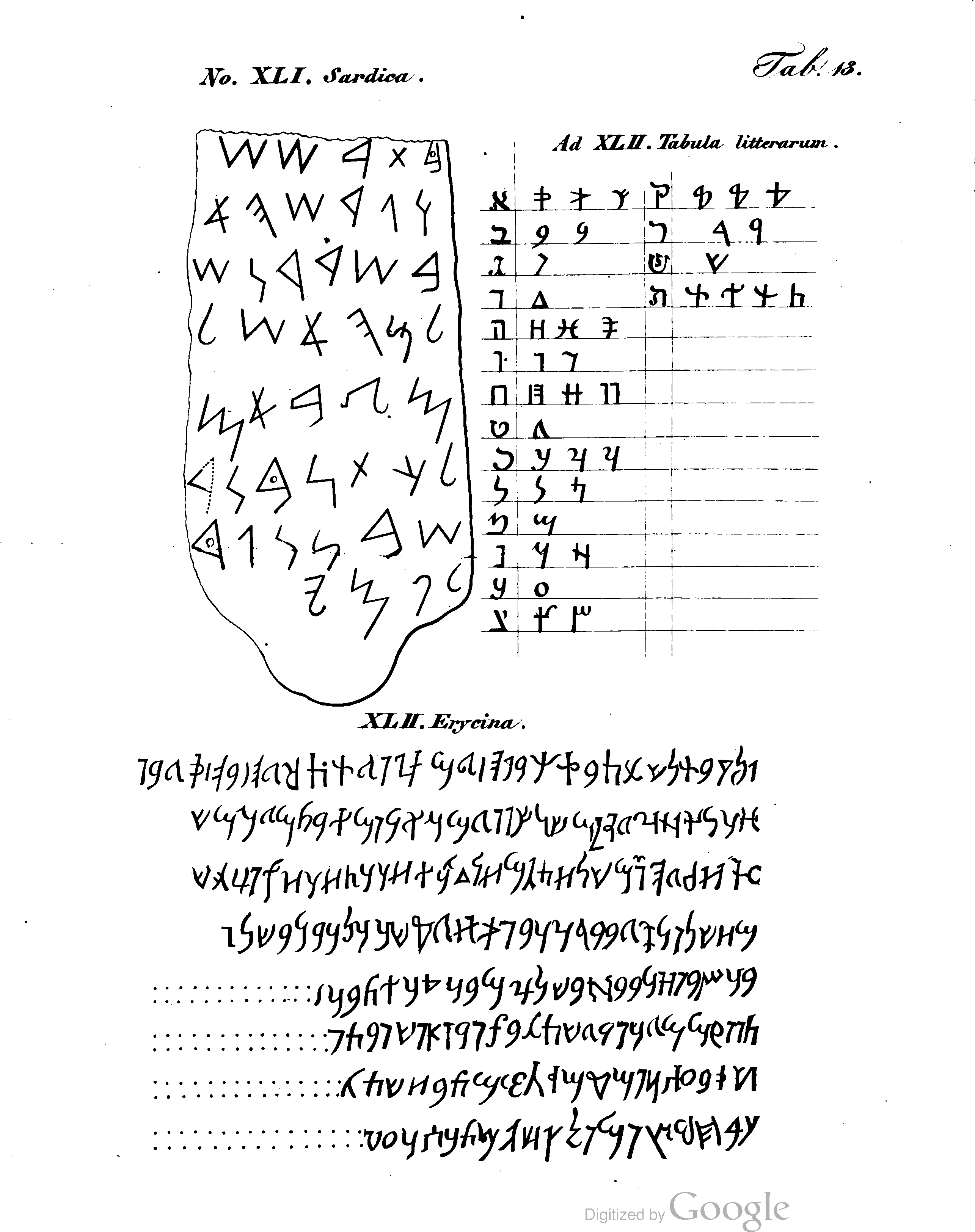
La estela de Nora en la obra de Gesenius de 1837 Scripturae Linguaeque Phoeniciae Monumenta

En la estela se han encontrado marcas de rubricación (trazos de color para resaltar caracteres) que podrían haber sido añadidas posteriormente, lo que complica la interpretación del texto. Esto ha llevado a debates sobre la autenticidad y precisión de ciertas letras, sugiriendo que se necesitan métodos más avanzados, como técnicas ópticas, para evaluar su inscripción correctamente.[cita requerida]

## Interpretación
William Foxwell Albright considera que el término BTRŠŠ en la estela puede traducirse como "mina" o "instalación de fundición" sobre la base de que la metalurgia de la plata fue importante en la época fenicia y orientalizante de entre los siglos IX y VIII a. C. en el suroeste de la península ibérica, Cerdeña y Chipre.
Arthur Mentz creyó que hacía referencia al príncipe Habis, el cual habría sido expulsado de Tarsis (en referencia a Tartessos) y llevado a Nora por el rey Taw de Cerdeña tras una batalla.
André Dupont-Sommer consideró que era para conmemorar la construcción de un templo en Nora por los fenicios en honor al dios Pumay y no creyó que hubiera referencia a Tarsis, sino a Tiro y a Chipre. Luego consideró que un término impreciso decía "construcción" en referencia a un templo dedicado a Pumay levantado por los fenicios y que la inscripción deseaba prosperidad para Tiro, madre de Chipre.
Giannantonio Arri consideró que se hablaba de Pater Sardón, epónimo de Cerdeña, que había partido desde Tarsis, situada en Lixus, la primera ciudad fundada por los fenicios en el Mediterráneo Occidental.
Franz Ferdinand Benary dio dos interpretaciones: podría ser un decreto para proteger en Cerdeña a los expulsados de Tartessos o una inscripción sepulcral sobre alguien expulsado de Tarsessos que encontró la paz en Cerdeña.
Albert van den Branden, Herbert Donner, Wolfgang Röllig y Jean Ferron consideraron que mencionaba el final de las obras de un templo dedicado a Pumay, indicando que fue el primero construido por los fenicios en Cerdeña. Mathias Delcor dijo lo mismo y añadió que el cabo Nugar, donde se levantó el templo, es un topónimo sardo anterior a la ocupación fenicia.
Según Brian Peckham es una inscripción que hizo Milkaton después de que fuese expulsado con su ejército de Tarsis y se refugiase en Cerdeña y que honra a al dios Pumay.
Frank Moore Cross considera que conmemora la victoria de los fenicios de Milkaton sobre nativos de Cerdeña en la batalla de Tarsis, que habría tenido lugar en Nora, en algún lugar de Cerdeña o en un punto cercano.
Edward Lipinski cree que está relacionada con una tormenta en el mar que sufrió un barco del rey Kition en Chipre mientras navegaba a Tarsis, que terminó a la deriva y encalló en Cerdeña. Los tripulantes, agradecidos por sobrevivir, escribieron una dedicatoria al dios Pumay.
Guy Bunnens la considera conmemorativa de la construcción de un tempo a Pumay después de que un barco que iba a Tarsis fuese arrastrado hasta Cerdeña.
John C. L. Gibson dice que también trata de la construcción de un templo pero que faltan partes que indiquen el promotor.
William H. Shea sugiere que Milkaton fue con su ejército al Mediterráneo Occidental, donde estaba Tarsis, para una guerra y que a su regreso pasaron por Cerdeña, realizando la inscripción por no haber sufrido daño. Anthony J. Frendo dice algo parecido pero no sitúa a Tarsis en ningún lugar concreto.

### Cronología y función
Generalmente es situada en el siglo IX a. C. y es considerada la inscripción más antigua de Occidente.
Otros la han situado en los siglos VIII a. C. basándose en los rasgos de la escritura. También hay quien la ha situado en los siglos VII a. C. y VI a. C..
Aunque la estela está generalmente datada entre los siglos IX y VIII a. C., se cuestiona si realmente prueba la presencia fenicia en Cerdeña en esa época, ya que no hay evidencia arqueológica sólida de asentamientos fenicios en la isla antes del siglo VIl a. C. Algunos especialistas consideran que la estela podría haber sido traída posteriormente 

### Tarsis
En la estela de Nora aparecen las letras TRŠŠ, que algunos traducen como "Tarsis".
Pausanias, en el siglo II, y Solino, en el siglo III, recogen una leyenda que dice que habitantes de la península ibérica, conducidos por Nórax, fueron a Cerdeña y fundaron la ciudad de Nora, que habría sido la primera de la isla. Pausanias habla de íberos pero Solino habla de Nórax específicamente en Tartessos.
La relación entre el sur de la península ibérica y Cerdeña no se circunscribe a esta leyenda. Se han encontrado ánforas de tipo Santa Imbenia (propias de Cerdeña) en Huelva, Cádiz, El Puerto de Santa María (en el Castillo de Doña Blanca) y Málaga que habrían llegado en barcos fenicios desde el siglo IX a. C.. También se han encontrado en Cerdeña espadas de lengua de carpa de entre los siglos XI y IX a. C. similares a otras encontradas en Huelva. En Cerdeña se ha encontrado cerámica ibérica datada en el siglo VII a. C., aunque en el sur de la península ibérica se ha encontrado mucha más cerámica sarda. Se han encontrado vasos askoides (similares a los de Cerdeña) en Cádiz, Huelva, Camas (en El Carambolo), El Puerto de Santa María (en el Castillo de Doña Blanca) y Málaga (en La Rebadanilla).

### Pumay
Aunque el dios Pumay mencionado en la estela está más asociado con el área de Chipre, su aparición en la inscripción podría indicar vínculos religiosos o culturales más amplios entre los fenicios y sus colonias occidentales. Esto subraya cómo las estelas no solo tenían fines administrativos o conmemorativos, sino también simbólicos y religiosos